# Château de Viron
Le château de Viron est un château situé sur le territoire de la commune belge de Dilbeek dans la province du Brabant flamand.

## Histoire
Le château fut construit en 1862 par l'architecte Jean-Pierre Cluysenaar pour Théodore de Viron (1823-1882). Il venait en remplacement du château médieval de Dilbeek que sa famille avait acquis en 1787 et qu'il venait de faire raser.
Le nouveau château est inscrit au cadastre de la commune en 1871.
En 1923, Frantz de Viron vend le château à la commune de Dilbeek qui y installe son administration communale dès 1926.